# Croix-Chapeau
Croix-Chapeau è un comune francese di 1 152 abitanti situato nel dipartimento della Charente Marittima nella regione della Nuova Aquitania.

## Società

### Evoluzione demografica
Abitanti censiti